# Denominaciones de origen de México

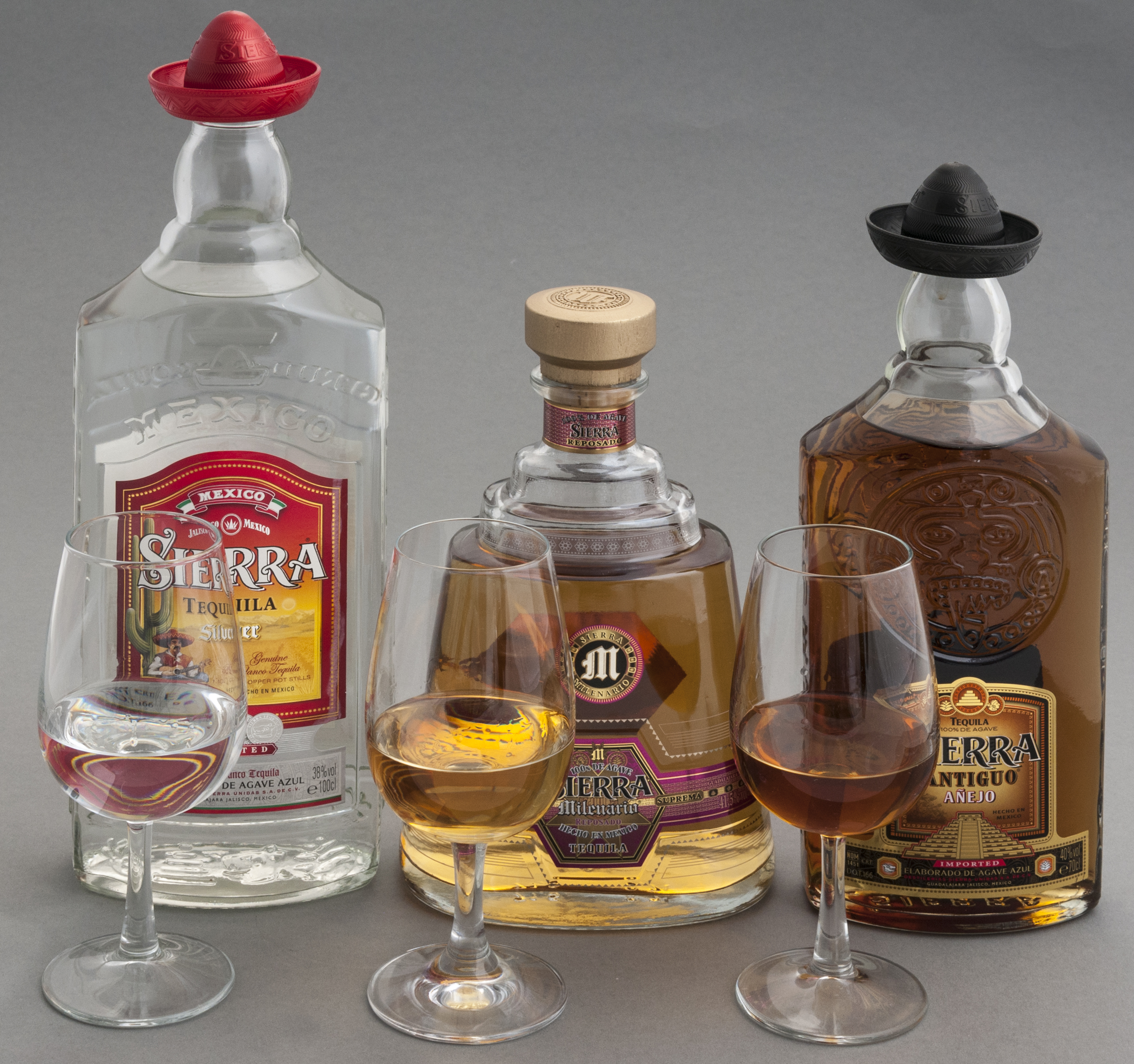
El tequila, la primera denominación de origen mexicana.

Los Estados Unidos Mexicanos cuentan con 18 denominaciones de origen (DO), otorgadas por el Instituto Mexicano de la Propiedad Industrial (IMPI), que además emite las declaratorias para proteger al producto, registrar la marca y autorizar su uso. No obstante, estas denominaciones no las crea el IMPI, sino que «existen por situaciones de hecho; es decir, primero se usan, son famosas y reconocidas por el público que las consume, y posteriormente, se les protege mediante la declaración correspondiente».
La primera denominación de origen declarada en México fue el tequila en 1974 (DO que gozan 181 municipios repartidos entre Jalisco, Michoacán, Tamaulipas, Nayarit y Guanajuato), mientras que la última fue el café pluma en 2020 (30 municipios de Oaxaca).

## Listado
| Imagen             | Producto                     | Año                           | Lugar |
| Alimentos          | Alimentos                    | Alimentos                     | Alimentos |
| ------------------ | ---------------------------- | ----------------------------- | --- |
|                    | DO Café Veracruz             | 2000                          | 82 municipios en Veracruz. |
| DO Café de Chiapas | 2003                         | 77 municipios en Chiapas.     | |
|                    | DO Mango Ataúlfo             | 2003                          | 13 municipios en Chiapas. |
|                    | DO Vainilla de Papantla      | 2003                          | 38 municipios en total, 19 en Veracruz y 19 en Puebla. |
|                    | DO Chile habanero de Yucatán | 2008                          | Todos los 106 municipios que conforman el Estado de Yucatán. |
|                    | DO Arroz de Morelos          | 2012                          | 22 municipios en Morelos. |
|                    | DO Cacao Grijalva            | 2016                          | 11 municipios en Tabasco. |
|                    | DO Chile de Yahualica        | 2018                          | 11 municipios, 9 en Jalisco y 2 en Zacatecas. |
|                    | DO Café Pluma                | 2020                          | 30 municipios en Oaxaca. |
| Bebidas            |                              |                               | |
|                    | DO Bacanora                  | 1969                          | 35 municipios en Sonora. |
|                    | DO Tequila                   | 1974                          | 181 municipios en total, de los cuales: 125 municipios en Jalisco. 30 municipios en Michoacán. 11 municipios en Tamaulipas. 8 municipios en Nayarit. 7 municipios en Guanajuato. |
|                    | DO Mezcal                    | 1994 2001 2003 2012 2015 2018 | 1009 municipios en total, de los cuales: 116 municipios en Puebla. 39 municipios en Durango. 29 municipios en Michoacán. 23 municipios en Morelos. 15 municipios en Estado de México. 11 municipios en Tamaulipas. 7 municipios en Aguascalientes. 2 municipios en Guanajuato Así como, todos los municipios de Durango (39), Guerrero (81), Oaxaca (570), San Luis Potosí (58) y Zacatecas (58). |
|                    | DO Sotol                     | 2002                          | Todos los municipios que conforman Chihuahua (67), Coahuila (38) y Durango (39). |
|                    | DO Charanda                  | 2002                          | 16 municipios en Michoacán. |
|                    | DO Raicilla                  | 2019                          | 17 municipios en total, 16 en Jalisco y 1 en Nayarit. |
| Artesanías         |                              |                               | |
|                    | DO Olinalá                   | 1994                          | Olinalá, Guerrero. |
|                    | DO Talavera                  | 1997                          | 5 municipios en Puebla. |
|                    | DO Ámbar de Chiapas          | 2000 2003                     | 7 municipios en Chiapas. |

## Definición legal
La Secretaría de Economía del Gobierno de México define denominación de origen como: «Nombre de una región geográfica del país que sirva para designar un producto originario de la misma, y cuya calidad o características se deban exclusivamente al medio geográfico».
Ciertos criterios han sido determinados por el IMPI para definir una denominación de origen.
- Producto de calidad con características únicas que lo diferencian de otras variedades de su especie.
- Estas características son fruto de factores naturales
- El producto está asociado a una región particular del país.

Estos criterios están en consonancia con el Arreglo de Lisboa relativo a la Protección de las Denominaciones de Origen y su Registro Internacional, un tratado internacional de 1958 que regulan estas denominaciones de origen a escala global. Este es el principal, luego además existen otros tratados, como el Arreglo de Madrid de 1891 que regula todo lo relativo a las DO falsas o engañosas que circulan en el mercado.

### Crítica
En 2013, el diputado federal Abel Salgado Peña (PRI) puso en evidencia en una carta pública las limitaciones que presentan el actual sistema legal que regula las DO en México, además de la falta de planeamiento económico en lo relativo a las DOs:

(...) Por otro lado, la administración de las denominaciones de origen en México presenta limitantes que se traducen en riesgos jurídicos inminentes para las mismas. La regulación actual carece de precisión respecto de las atribuciones sobre la titularidad de las denominaciones de origen y, sobre todo, la determinación de cuál es la dependencia de la administración pública federal que puede ejercer acciones relacionadas con las denominaciones de origen. Nos encontramos en un caso que pudiera definirse como problema práctico de «orfandad» respecto de las Denominaciones de Origen. La solución a lo anterior no es cargar más costos y estructura a la administración pública, cuando existen hoy en día modelos estructurales que han probado funcionar de forma más eficientes como son los Consejos Reguladores.
A. Salgado (2013)